# Sushma Swaraj

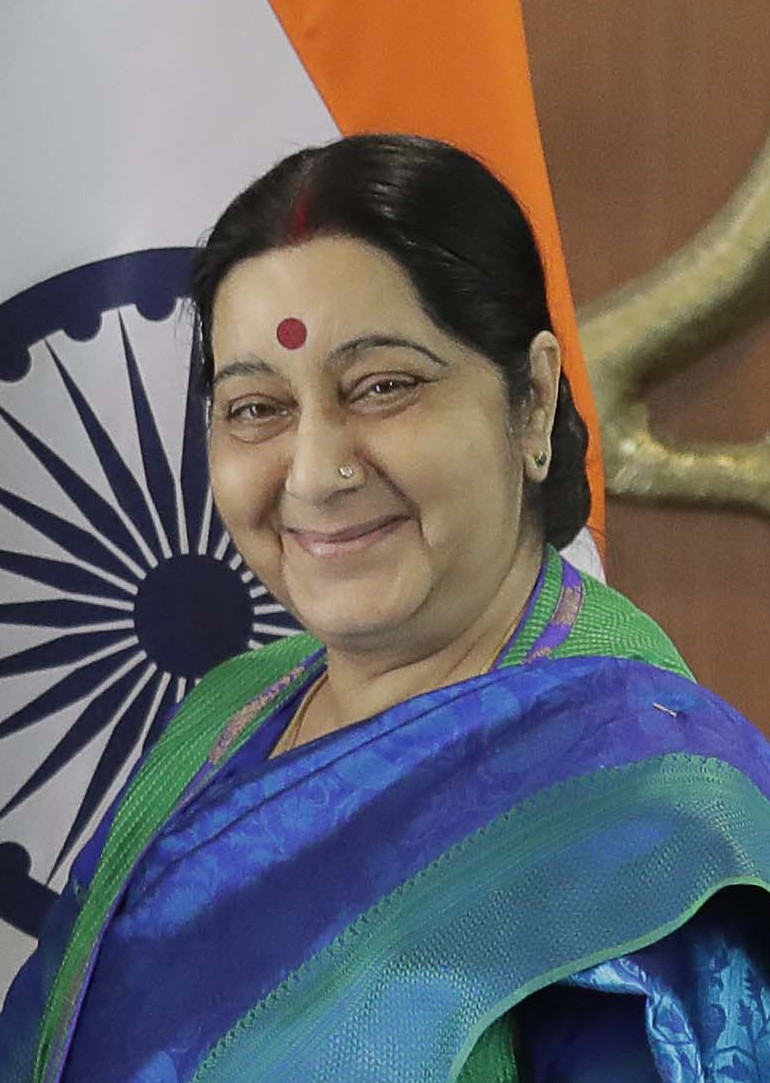
Sushma Swaraj năm 2017

Sushma Swaraj (sinh ngày 14 tháng 2 năm 1952) là một chính trị gia Ấn Độ và là đương kim bộ trưởng Bộ Ngoại giao Ấn Độ. Bà là người phụ nữ thứ hai giữ chức bộ trưởng ngoại giao Ấn Độ, vị nữ ngoại trưởng đầu tiên là Indira Gandhi (22 tháng 8 năm 1967 đến ngày 14 tháng 3 năm 1969). Bà đã được bầu làm dân biểu Quốc hội bảy lần và ba lần được bầu làm thành viên của Viện Lập phá.p Ở tuổi 25, cô đã trở thành bộ trưởng nội các trẻ nhất Haryana và cũng đã từng là thống đốc Delhi. Trong cuộc tổng tuyển cử Ấn Độ, năm 2014, bà đã giành chiến thắng từ đơn vị bầu cử Vidisha trong Madhya Pradesh